# Rogacze (powiat siemiatycki)
Rogacze (biał. Рагачы) – wieś w Polsce położona w województwie podlaskim, w powiecie siemiatyckim, w gminie Milejczyce, nad rzeką Nurczyk. 
W latach 1975–1998 miejscowość administracyjnie należała do województwa białostockiego.

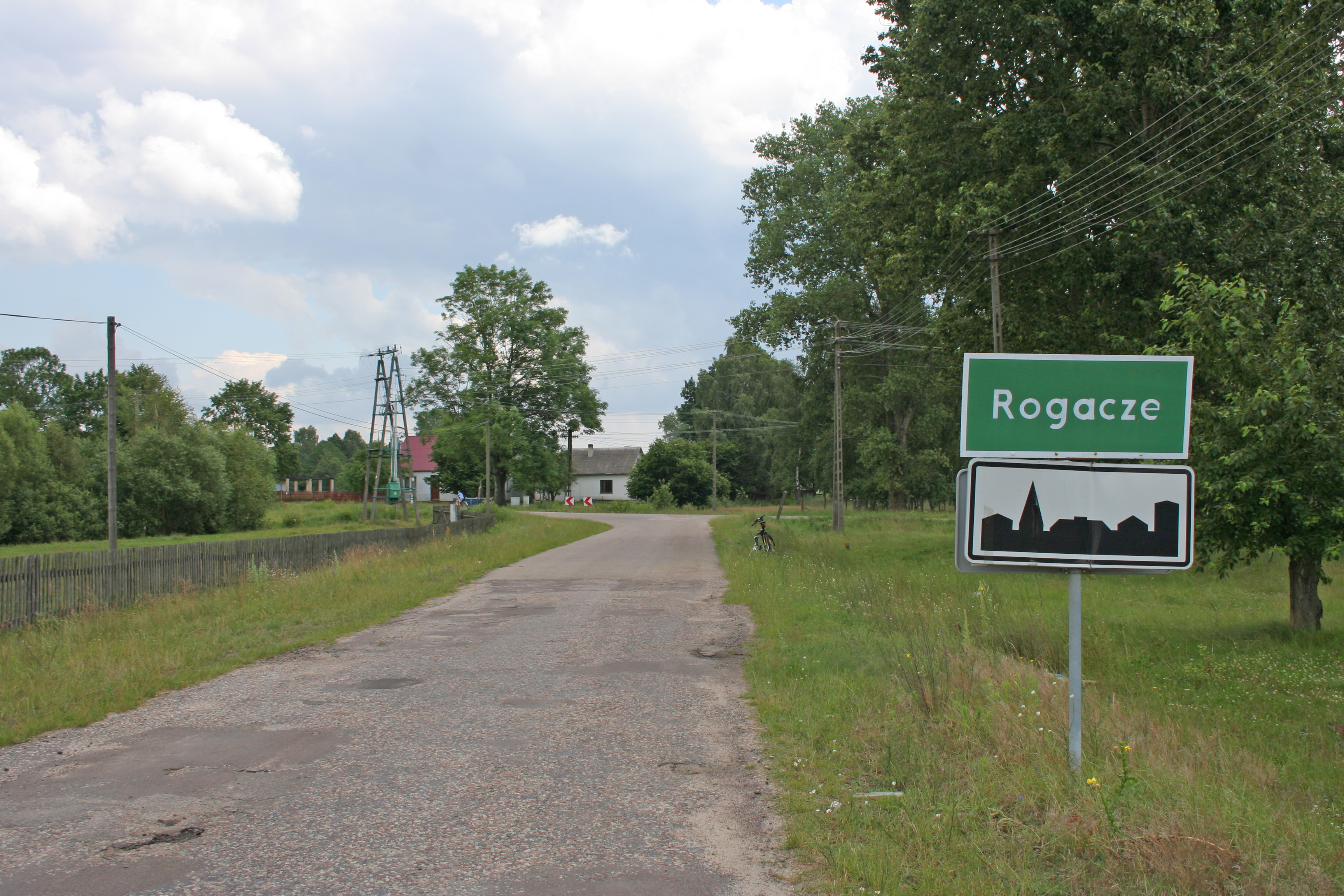
Wjazd do wsi

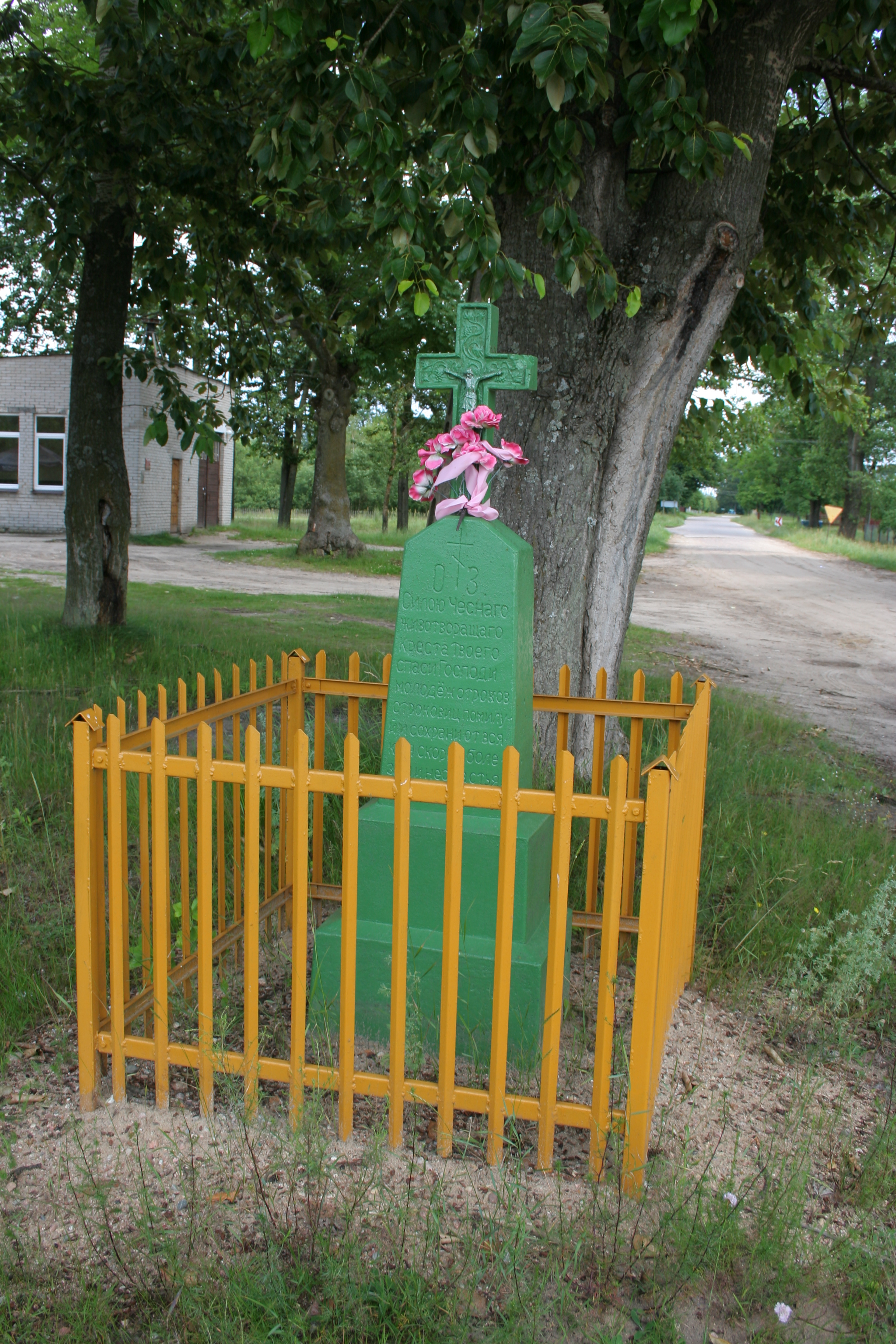
Krzyż wotywny

Wierni kościoła rzymskokatolickiego należą do parafii św. Stanisława w Milejczycach.

## Historia
Osadę założono w XV wieku jako Rohacze. W 1784 Rogacze były własnością kasztelanowej brzeskiej Anny Matuszewiczowej i jej synów, Wincentego i Tadeusza.
Według części historyków w Rogaczach urodził się Adam (Hipacy) Pociej, kasztelan brzeski, potem prawosławny biskup włodzimierski i brzeski, zaś po Unii Brzeskiej, której był współtwórcą, unicki metropolita kijowski.

## Demografia
Według Powszechnego Spisu Ludności z 1921 roku wieś zamieszkiwało 299 osób, wśród których 12 było wyznania rzymskokatolickiego, 264 prawosławnego a 23 mojżeszowego. Jednocześnie 19 mieszkańców zadeklarowało polską przynależność narodową, 255 białoruską 16 żydowską a 9 inną. Było tu 54 budynki mieszkalne.

## Zabytki
- drewniana parafialna cerkiew prawosławna pod wezwaniem Narodzenia Przenajświętszej Bogurodzicy, XVIII, 1873, nr rej.:A-235 z 16.06.2009
- cmentarz cerkiewny, nr rej.:A-235 z 16.06.2009[10].